# 柏尖蛤
是帘蛤目马珂蛤科Oxyperas的一种。主要分布于越南、韩国、中国大陆、台湾，常栖息在潮下带10－100米。